# Coreia do Norte na Copa do Mundo FIFA de 2010
A Seleção Norte-Coreana de Futebol participou pela segunda vez da Copa do Mundo FIFA. Voltou a disputa da competição depois de 44 anos.

## Escalação
| Número / Nome  | Número / Nome | Clube             | Jogos (gols)1 | Data Nasc.                        | J        | Gols     | Penalizado com cartão amarelo | Expulso  |
| Goleiros       | Goleiros      | Goleiros          | Goleiros      | Goleiros                          | Goleiros | Goleiros | Goleiros                      | Goleiros |
| -------------- | ------------- | ----------------- | ------------- | --------------------------------- | -------- | -------- | ----------------------------- | -------- |
| 1              | Ri Myong-Guk  | Pyongyang City    | 27 (0)        | 9 de setembro de 1986 (38 anos)   |          |          |                               |          |
| 18             | Kim Myong-Gil | Amrokgang         | 10 (0)        | 16 de outubro de 1984 (40 anos)   |          |          |                               |          |
| 20             | Kim Myong-Won | Amrokgang         | 09 (0)        | 15 de julho de 1983 (41 anos)     |          |          |                               |          |
| Defensores     |               |                   |               |                                   |          |          |                               |          |
| 2              | Cha Jong-Hyok | Amrokgang         | 30 (0)        | 25 de setembro de 1985 (39 anos)  |          |          |                               |          |
| 3              | Ri Jun-Il     | Sobaeksu          | 25 (0)        | 24 de agosto de 1987 (37 anos)    |          |          |                               |          |
| 4              | Pak Nam-Chol  | April 25          | 11 (0)        | 2 de julho de 1985 (39 anos)      |          |          |                               |          |
| 5              | Ri Kwang-Chon | April 25          | 40 (1)        | 4 de setembro de 1985 (39 anos)   |          |          |                               |          |
| 16             | Nam Song-Chol | April 25          | 41 (1)        | 7 de maio de 1982 (42 anos)       |          |          |                               |          |
| 21             | Ri Kwang-Hyok | Kyonggongop       | 15 (0)        | 17 de abril de 1987 (37 anos)     |          |          |                               |          |
| Meio-campistas |               |                   |               |                                   |          |          |                               |          |
| 8              | Ji Yun-Nam    | April 25          | 22 (2)        | 20 de novembro de 1976 (48 anos)  |          |          |                               |          |
| 11             | Mun In-Guk    | April 25          | 41 (6)        | 29 de setembro de 1978 (46 anos)  |          |          |                               |          |
| 14             | Pak Nam-Chol  | Amrokgang         | 35 (3)        | 3 de outubro de 1988 (36 anos)    |          |          |                               |          |
| 15             | Kim Yong-Jun  | Pyongyang City    | 51 (7)        | 19 de julho de 1983 (41 anos)     |          |          |                               |          |
| 17             | Ahn Young-Hak | Omiya Ardija      | 23 (2)        | 25 de outubro de 1978 (46 anos)   |          |          |                               |          |
| 19             | Ri Chol-Myong | Pyongyang City    | 09 (1)        | 18 de fevereiro de 1988 (37 anos) |          |          |                               |          |
| 22             | Kim Kyong-Il  | Rimyongsu         | 07 (0)        | 11 de dezembro de 1988 (36 anos)  |          |          |                               |          |
| 23             | Pak Sung-Hyok | Sobaeksu          | 03 (0)        | 30 de maio de 1990 (34 anos)      |          |          |                               |          |
| Atacantes      |               |                   |               |                                   |          |          |                               |          |
| 6              | Kim Kum-Il    | April 25          | 11 (0)        | 10 de outubro de 1987 (37 anos)   |          |          |                               |          |
| 7              | An Chol-Hyok  | Rimyongsu         | 15 (7)        | 27 de junho de 1985 (39 anos)     |          |          |                               |          |
| 9              | Jong Tae-Se   | Kawasaki Frontale | 20 (12)       | 2 de março de 1984 (41 anos)      |          |          |                               |          |
| 10             | Hong Yong-Jo  | FC Rostov         | 39 (11)       | 22 de maio de 1982 (42 anos)      |          |          |                               |          |
| 12             | Choe Kum-Chol | Rimyongsu         | 15 (5)        | 9 de fevereiro de 1987 (38 anos)  |          |          |                               |          |
| Treinador      |               |                   |               |                                   |          |          |                               |          |
|                | Kim Jong-Hun  |                   |               | 1 de setembro de 1956 (68 anos)   |          |          |                               |          |

## Primeira fase
| Pos | Equipe          | Pts | J | V | E | D | GP | GC | SG  | Classificado      |
| --- | --------------- | --- | - | - | - | - | -- | -- | --- | ----------------- |
| 1   | Brasil          | 7   | 3 | 2 | 1 | 0 | 5  | 2  | +3  | Fase eliminatória |
| 2   | Portugal        | 5   | 3 | 1 | 2 | 0 | 7  | 0  | +7  | Fase eliminatória |
| 3   | Costa do Marfim | 4   | 3 | 1 | 1 | 1 | 4  | 3  | +1  | Eliminado         |
| 4   | Coreia do Norte | 0   | 3 | 0 | 0 | 3 | 1  | 12 | −11 | Eliminado         |

### Brasil – Coreia do Norte
| 15 de junho | Brasil                 | 2 – 1     | Coreia do Norte | Ellis Park Stadium, Joanesburgo            |
| 20:30       | Maicon 55' · Elano 72' | Relatório | Ji Yun-Nam 89'  | Público: 54 331 Árbitro: HUN Viktor Kassai |

| Brasil | Coréia do Norte |

| G              | 1  | Júlio César    |     |     |
| LD             | 2  | Maicon         |     |     |
| Z              | 3  | Lúcio          |     |     |
| Z              | 4  | Juan           |     |     |
| LE             | 6  | Michel Bastos  |     |     |
| V              | 8  | Gilberto Silva |     |     |
| V              | 7  | Elano          |     | 73' |
| V              | 5  | Felipe Melo    |     | 84' |
| M              | 10 | Kaká           |     | 78' |
| A              | 11 | Robinho        |     |     |
| A              | 9  | Luís Fabiano   |     |     |
| Substituições: |    |                |     |     |
| V              | 18 | Ramires        | 88' | 84' |
| M              | 13 | Daniel Alves   |     | 73' |
| A              | 21 | Nilmar         |     | 78' |
| Treinador:     |    |                |     |     |
| Dunga          |    |                |     |     |

| G              | 1  | Ri Myong-Guk  |  |     |
| LD             | 2  | Cha Jong-Hyok |  |     |
| Z              | 4  | Pak Nam-Chol  |  |     |
| Z              | 3  | Ri Jun-Il     |  |     |
| LE             | 5  | Ri Kwang-Chon |  |     |
| V              | 8  | Ji Yun-Nam    |  |     |
| V              | 17 | Ahn Young-Hak |  |     |
| M              | 10 | Hong Yong-Jo  |  |     |
| M              | 11 | Mun In-Guk    |  | 80' |
| A              | 9  | Jong Tae-Se   |  |     |
| Substituições: |    |               |  |     |
| A              | 6  | Kim Kum-Il    |  | 80' |
| Treinador:     |    |               |  |     |
| Kim Jong-Hun   |    |               |  |     |

Homem da partida
- Maicon

### Portugal – Coreia do Norte
| 21 de junho | Portugal                                                                                                | 7 – 0     | Coreia do Norte | Green Point Stadium, Cidade do Cabo     |
| 13:30       | Raul Meireles 29' · Simão 53' · Hugo Almeida 56' · Tiago 60', 89' · Liédson 81' · Cristiano Ronaldo 87' | Relatório |                 | Público: 63 644 Árbitro: CHI Pablo Pozo |

| Portugal | Coréia do Norte |

| G              | 1  | Eduardo           |     |     |
| LD             | 13 | Miguel            |     |     |
| Z              | 2  | Bruno Alves       |     |     |
| Z              | 6  | Ricardo Carvalho  |     |     |
| LE             | 23 | Fábio Coentrão    |     |     |
| V              | 8  | Pedro Mendes      | 38' |     |
| V              | 16 | Raul Meireles     |     | 70' |
| M              | 19 | Tiago             |     |     |
| A              | 18 | Hugo Almeida      | 70' | 77' |
| A              | 7  | Cristiano Ronaldo |     |     |
| A              | 11 | Simão             |     | 74' |
| Substituições: |    |                   |     |     |
| V              | 14 | Miguel Veloso     |     | 70' |
| M              | 5  | Duda              |     | 74' |
| A              | 9  | Liédson           |     | 77' |
| Treinador:     |    |                   |     |     |
| Carlos Queiroz |    |                   |     |     |

| G              | 1  | Ri Myong-Guk  |     |     |
| LD             | 2  | Cha Jong-Hyok |     | 75' |
| Z              | 4  | Pak Nam-Chol  |     | 58' |
| Z              | 3  | Ri Jun-Il     |     |     |
| LE             | 5  | Ri Kwang-Chon |     |     |
| V              | 8  | Ji Yun-Nam    |     |     |
| V              | 17 | Ahn Young-Hak |     |     |
| M              | 10 | Hong Yong-Jo  | 47' |     |
| M              | 11 | Mun In-Guk    |     | 58' |
| A              | 9  | Jong Tae-Se   |     |     |
| Substituições: |    |               |     |     |
| Z              | 16 | Nan Song-Chol |     | 75' |
| M              | 15 | Kim Yong-Jun  |     | 58' |
| A              | 6  | Kim Kum-Il    |     | 58' |
| Treinador:     |    |               |     |     |
| Kim Jong-Hun   |    |               |     |     |

Homem da partida
- Cristiano Ronaldo

### Coreia do Norte – Costa do Marfim
| 25 de junho | Coreia do Norte | 0 – 3     | Costa do Marfim                          | Mbombela Stadium, Nelspruit                  |
| 16:00       |                 | Relatório | Yaya Touré 14' · Romaric 20' · Kalou 82' | Público: 34 763 Árbitro: ESP Alberto Undiano |

| Coréia do Norte | Costa do Marfim |

| G              | 1  | Ri Myong-Guk  |  |     |
| LD             | 2  | Cha Jong-Hyok |  |     |
| Z              | 3  | Ri Jun-Il     |  |     |
| Z              | 8  | Ji Yun-Nam    |  |     |
| LE             | 5  | Ri Kwang-Chon |  |     |
| V              | 4  | Pak Nam-Chol  |  |     |
| V              | 17 | Ahn Young-Hak |  |     |
| M              | 10 | Hong Yong-Jo  |  |     |
| M              | 11 | Mun In-Guk    |  | 67' |
| A              | 9  | Jong Tae-Se   |  |     |
| Substituições: |    |               |  |     |
| A              | 12 | Choe Kum-Chol |  | 67' |
| Treinador:     |    |               |  |     |
| Kim Jong-Hun   |    |               |  |     |

| G                   | 1  | Boubacar Barry |  |     |
| LD                  | 21 | Emmanuel Eboué |  |     |
| Z                   | 4  | Kolo Touré     |  |     |
| Z                   | 5  | Didier Zokora  |  |     |
| LE                  | 3  | Arthur Boka    |  |     |
| V                   | 9  | Ismael Tioté   |  |     |
| V                   | 13 | Romaric        |  | 79' |
| V                   | 19 | Yaya Touré     |  |     |
| M                   | 10 | Gervinho       |  | 64' |
| M                   | 18 | Kader Keïta    |  | 64' |
| A                   | 11 | Didier Drogba  |  |     |
| Substituições:      |    |                |  |     |
| M                   | 8  | Salomon Kalou  |  | 64' |
| A                   | 7  | Seydou Doumbia |  | 79' |
| A                   | 15 | Aruna Dindane  |  | 64' |
| Treinador:          |    |                |  |     |
| Sven-Göran Eriksson |    |                |  |     |

Homem da partida
- Didier Drogba